# Mersalyl
Le mersalyl est un organomercuriel possédant une action diurétique. Il n'est cependant plus utilisé comme médicament en raison de sa toxicité. Son utilisation pharmaceutique remonte aux années 1960 sous forme hydrosoluble comme inhibiteur agissant de manière réversible sur les groupes sulfhydryle –SH des protéines. Il a l'apparence d'une poudre blanche au goût amer. Il se décompose lentement en libérant du mercure lorsqu'il est en solution ou exposé à la lumière ; la théophylline ralentit ce processus.